# Équipe cycliste Libertas
Libertas est une équipe cycliste professionnelle belge puis espagnole créée en 1952 et disparue à l'issue de la saison 1967. L'équipe porte le nom de Libertas en 1952 et 1953, Libertas-Huret de 1954 à 1956, Libertas en 1957, Libertas-Dr. Mann en 1958, Libertas-Eura Drinks de 1959 à 1961, Libertas en 1962, G.B.C.-Libertas en 1963, Libertas en 1964, Lamot-Libertas en 1965, Libertas en 1966, et Fontpineda-Libertas pour sa dernière saison en 1967, durant laquelle elle court sous licence espagnole.
Elle ne doit pas être confondue avec l'équipe italienne G.B.C., active de 1963 à 1977.
L'équipe participe au Tour d'Italie 1963 ainsi qu'au Tour de France 1963. Lors de ce dernier, Rik van Looy remporte les 2e secteur a, 8e, 13e et 21e étapes, ainsi que le classement par points et le prix de la combativité. Elle participe à deux reprises au Tour d'Espagne : en 1963 Jan Lauwers remporte la 4e et la 11e étape, Roger Baens la 9e et la 14e, et Frans Aerenhouts la 12e étape secteur a.
D'autres victoires sont notables comme celles de Joseph Vloeberghs sur la Coupe Sels en 1958, Raymond Vrancken sur le Grand Prix de l'Escaut en 1958, Adolf De Waele sur le Trofeo Masferrer, étape de la Semaine catalane, en 1963, et Alfons Hermans sur À travers la Belgique en 1965.